# 江苏省新海高级中学
江苏省新海高级中学始建于1930年，因位于新海连市（现江苏连云港市）而得名，是江苏省最早的18所省属重点中学之一，首批国家级示范普通中学，江苏省五星级高中，江苏省高品质示范高中建设立项学校。

## 学校简介
新中校址位于苍梧路58号。校园占地近300亩，建筑面积达8万平方米。

## 学校历史
新海中学的前身是东海县中学，1946年7月成立。1948年11月11日，连云港特区政府决定，在东海县中学的基础上，成立山东省立新海中学。并将原有的私立普爱中学、新民中学并入。2000年，原江苏省新海中学初中部与高中部分离，其初中部组建成为连云港市新海实验中学。2001年初、高中分离，学校由江苏省新海中学高中部和原连云港市新浦中学的高中部合并成立“江苏省新海高级中学”至今。2002年，新海实验学校和连云港市外国语学校按民办机制进行自主招生，并与师专一附小联合举办九年一贯制实验班。2010年和2014年，学校增设苍梧校区与凤凰校区两个分校区。自2015年开始，学校设立初中部班级少年班。

## 师资力量
截至2017年11月，学校有师生近4000人，教职工350余人，特级教师8人，教授级高级教师4人，高级教师185人，研究生120余人。

## 校训
- 校训：普爱 行健
- 校风：厚德 明志 博学 力行
- 教风：正德 厚生 精业 求是
- 学风：弘毅 笃学 切问 日新[7]